# Uggleviken

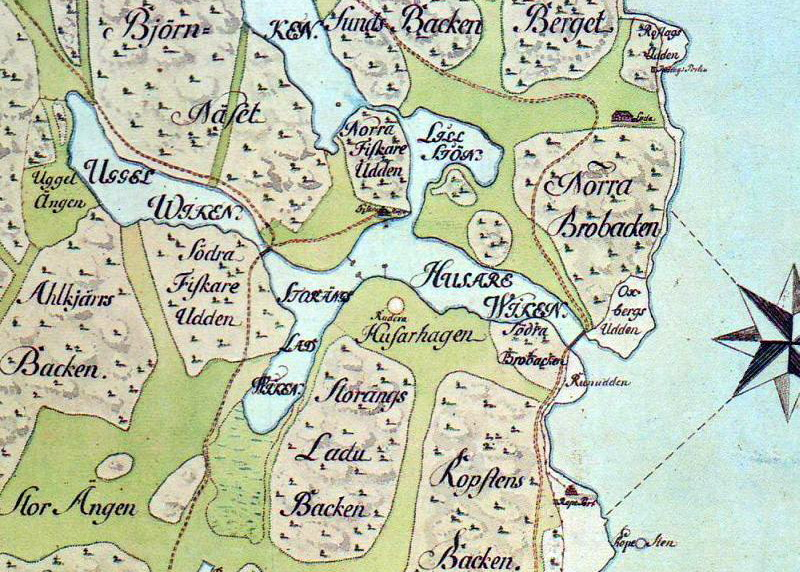
Erland Ströms karta från 1696.

Uggleviken är ett kärr på Norra Djurgården i Stockholm. Uggleviken är en del av Kungliga Nationalstadsparken. 

## Historik
Namnet är känt åtminstone sedan 1600-talets mitt som uglewijka. Denna vik var tidigare en del av samma östersjövik som Husarviken, Lillsjön, Laduviken och Storängsbotten. Genom landhöjningen har kontakten med havet gått förlorad. Idag saknar Uggleviken fri vattenyta och är ett igenväxande alkärr. Det finns inga större naturliga tillopp. En del av tillrinningen kommer från bebyggelsen norr om Valhallavägen. Utflödet går under Ugglebacksbron till Husarviken. Hela området är ca 1000 meter långt och ca 250 meter brett. Vid Ugglevikens södra sida finns ridvägar och järnvägsspår, på norrsidan sträcker sig Björnnäsvägen.
Uggleviken är på grund av sin storlek och relativa orördhet Stockholms förnämsta fuktlövskog och har i 
Stockholms stads miljöbarometer klassats som ett område av mycket stort naturvärde. Botaniskt är området ett av de intressantaste i Stockholm med sällsynta arter som trindstarr, gullpudra och pilört. Fågellivet är rikt med bl.a. näktergal, svarthätta, järnsparv och ibland gärdsmyg.

## Bilder

Några höstbilder visande alkärret i Uggleviken, november 2007
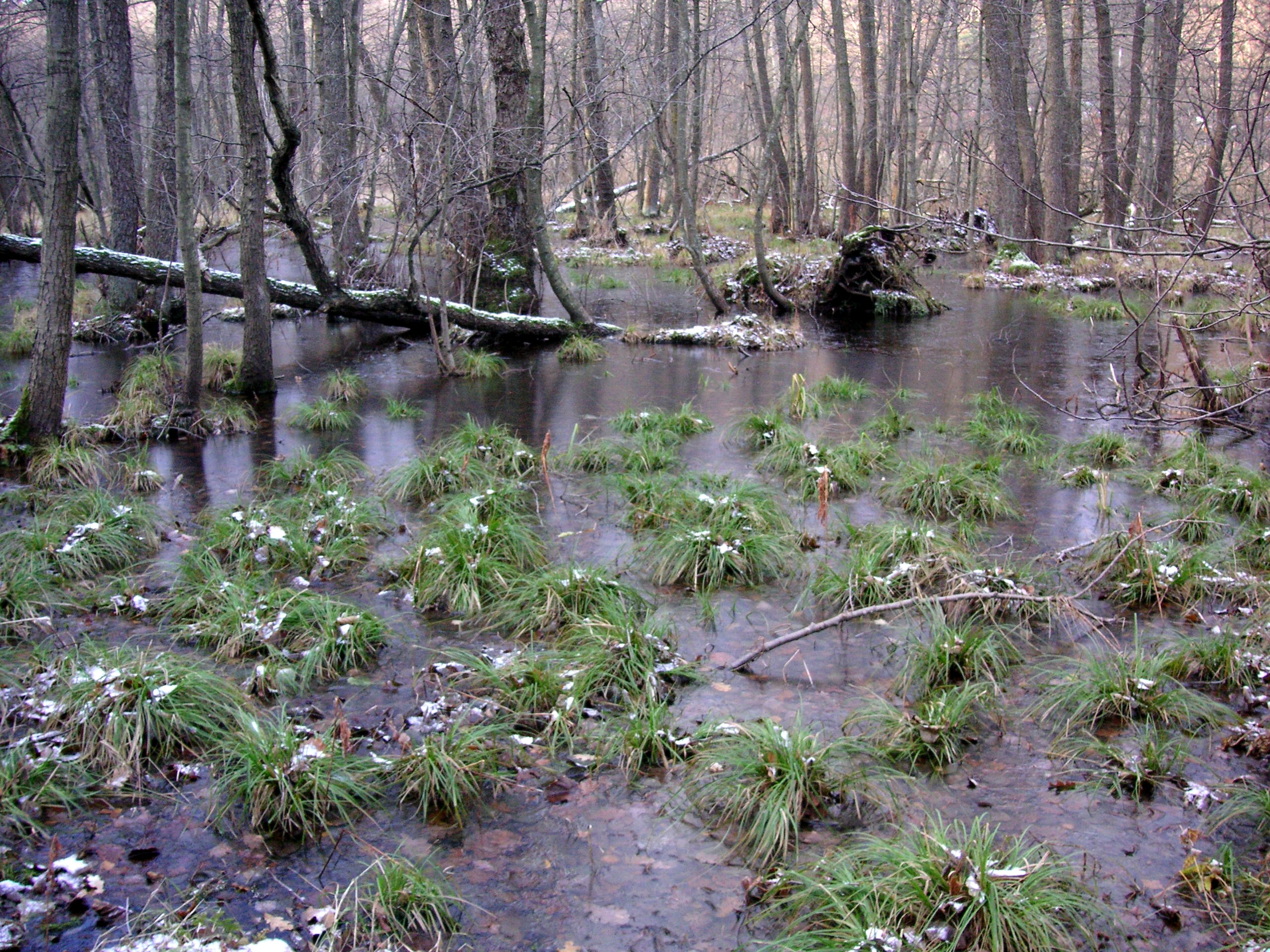
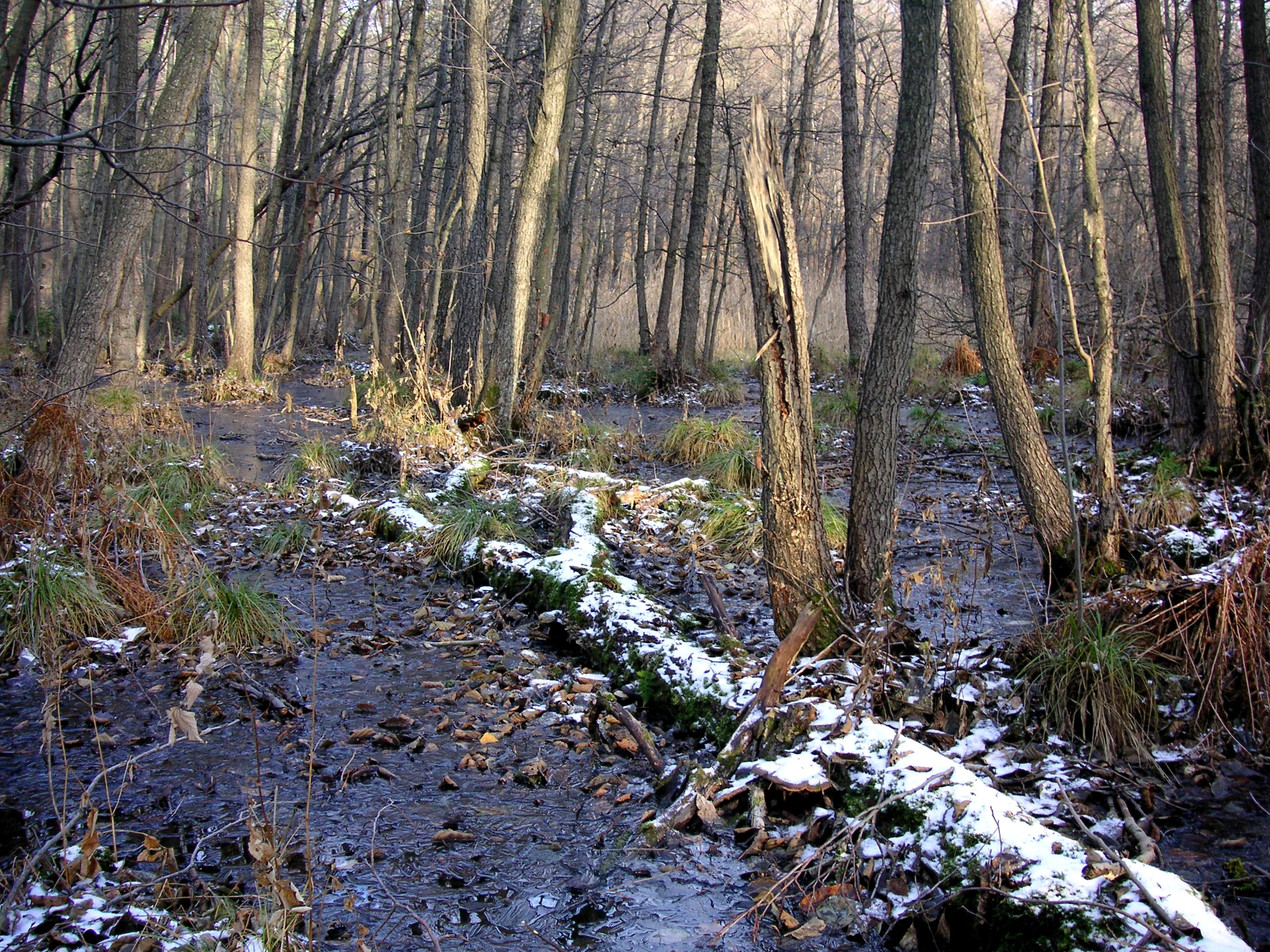
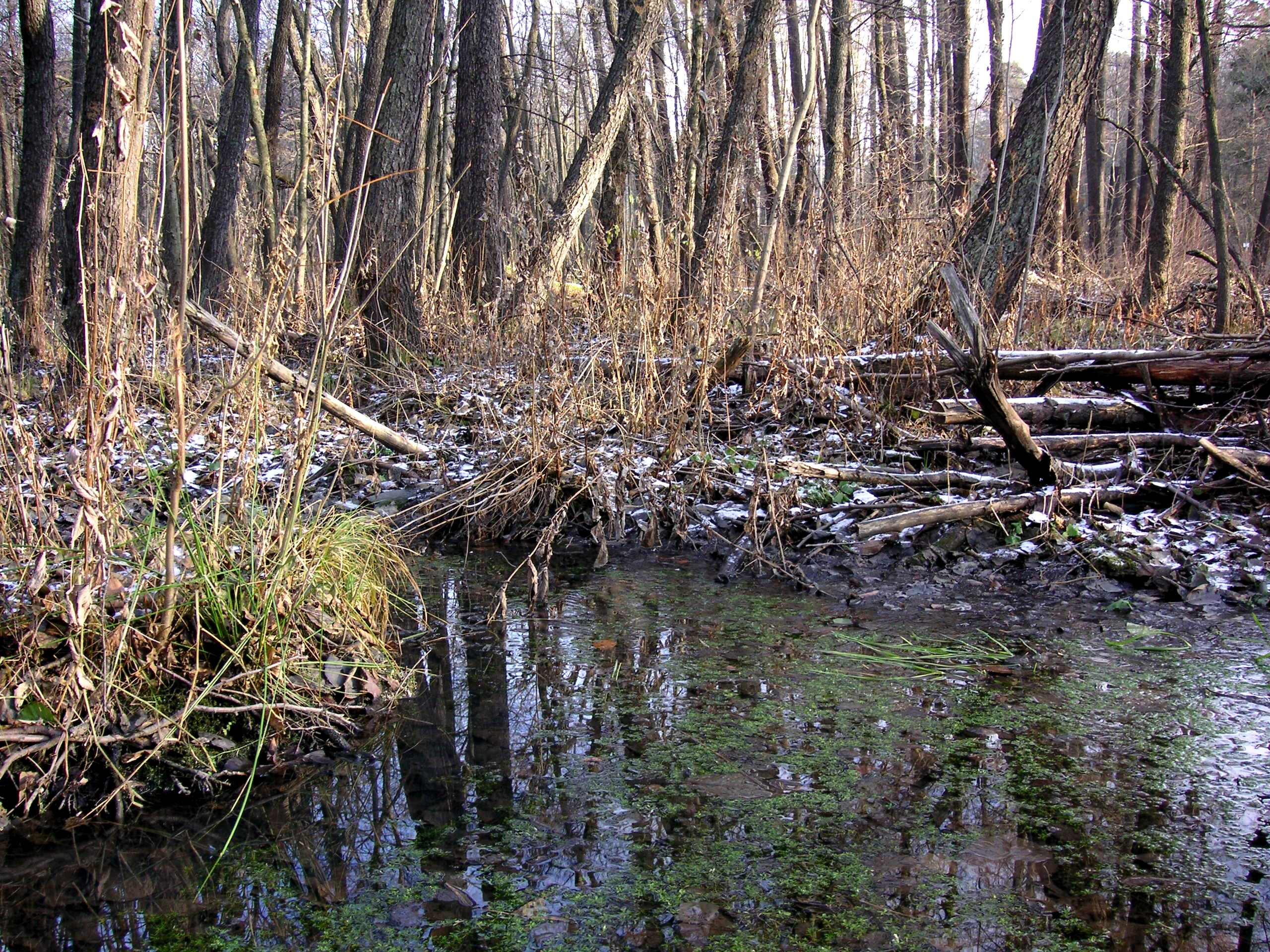
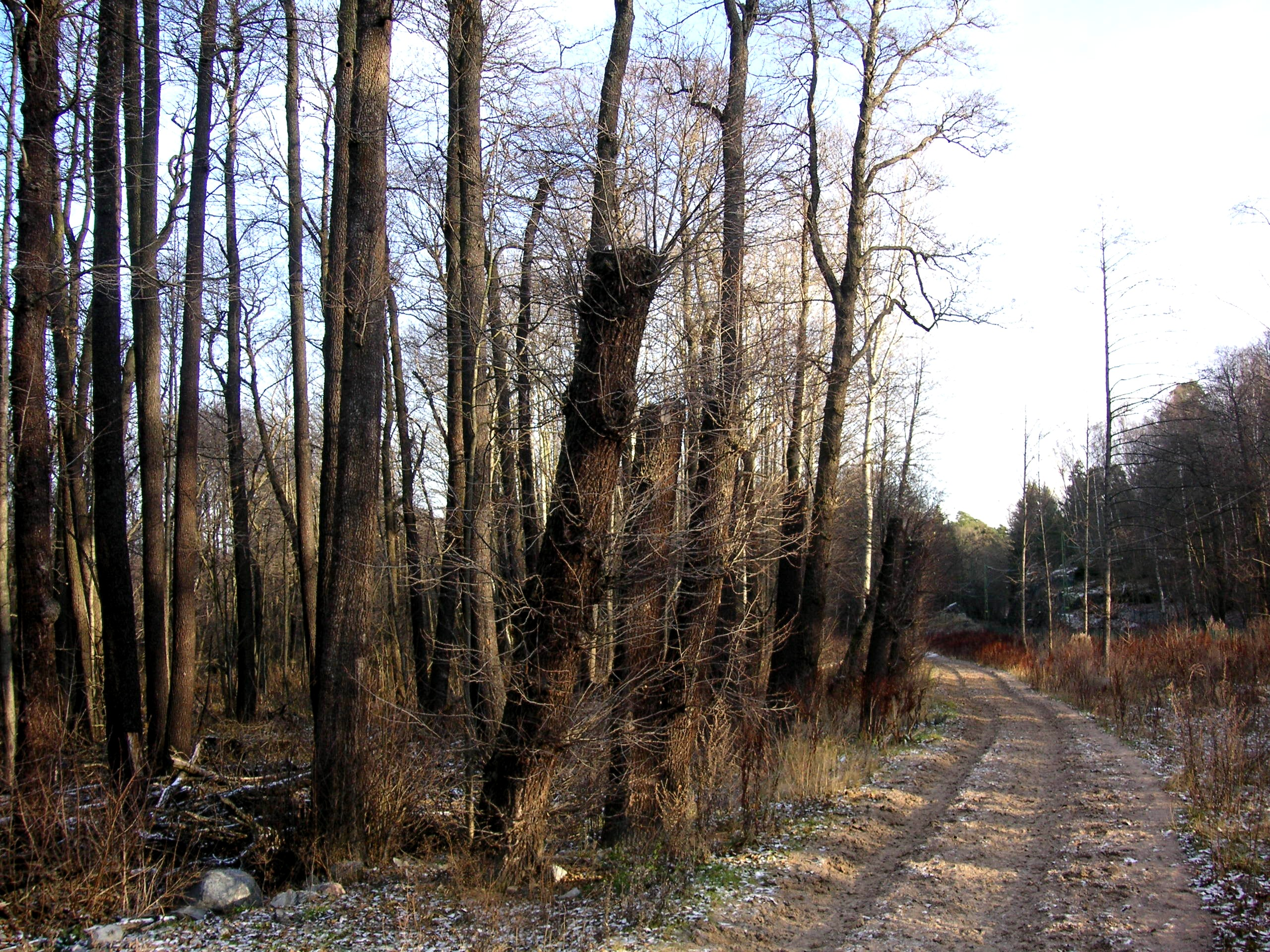